# タフガイ・チャレンジ

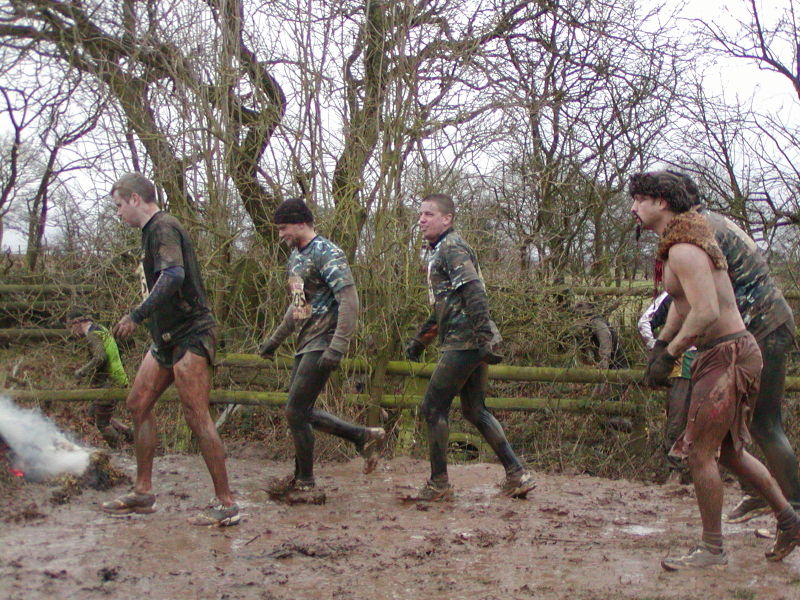
タフガイ・チャレンジ参加者

タフガイ・チャレンジ (Tough Guy Challenge) 、あるいはタフガイ・レース (Tough Guy Race) 、またはタフガイ・ジ・オリジナル (Tough Guy The Original) は、イングランドのスタッフォードシャーで毎年一回、冬季に開催されているエクストリームスポーツイベントである。

## 概要

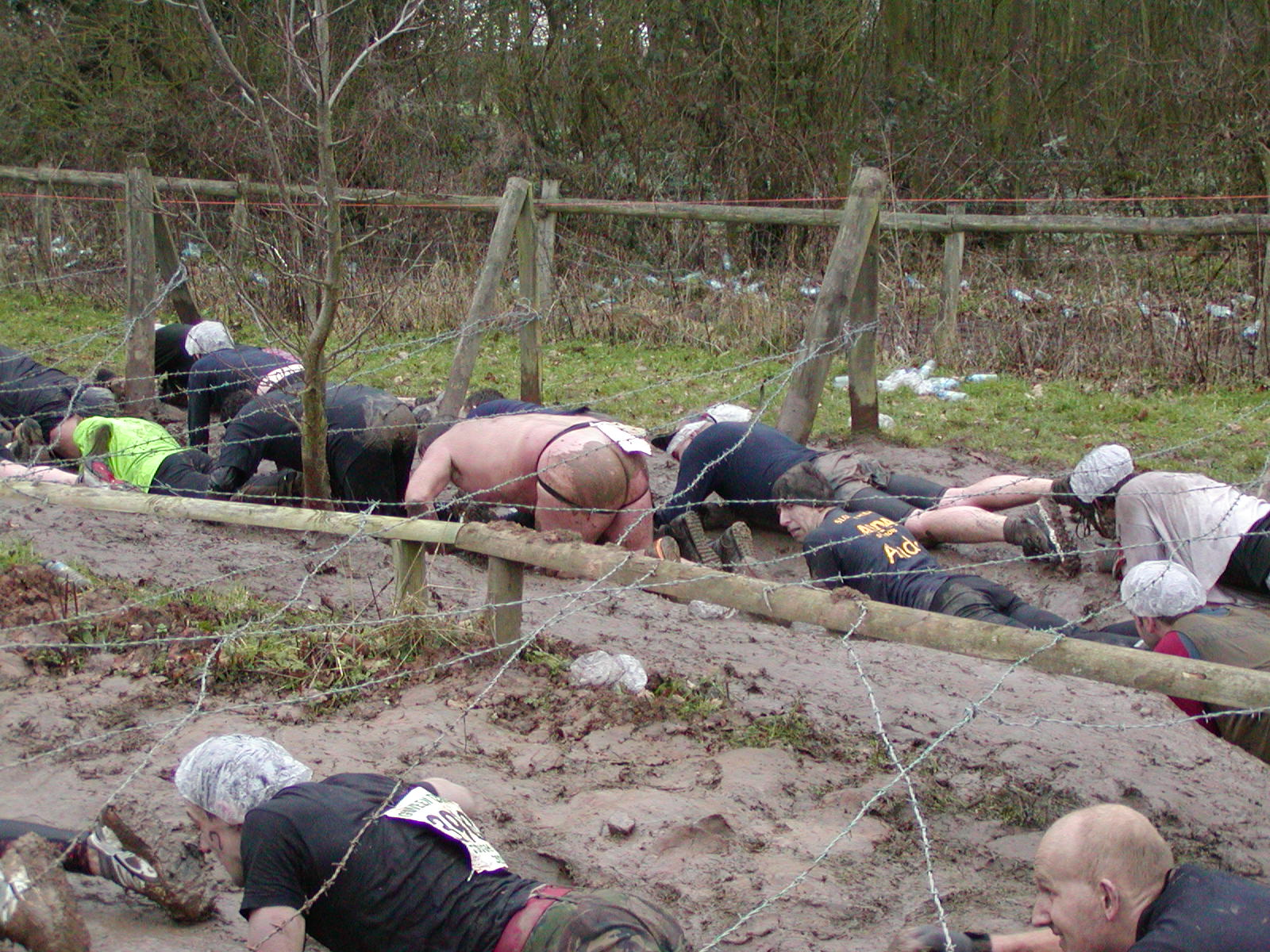
有刺鉄線の下を匍匐前進する参加者

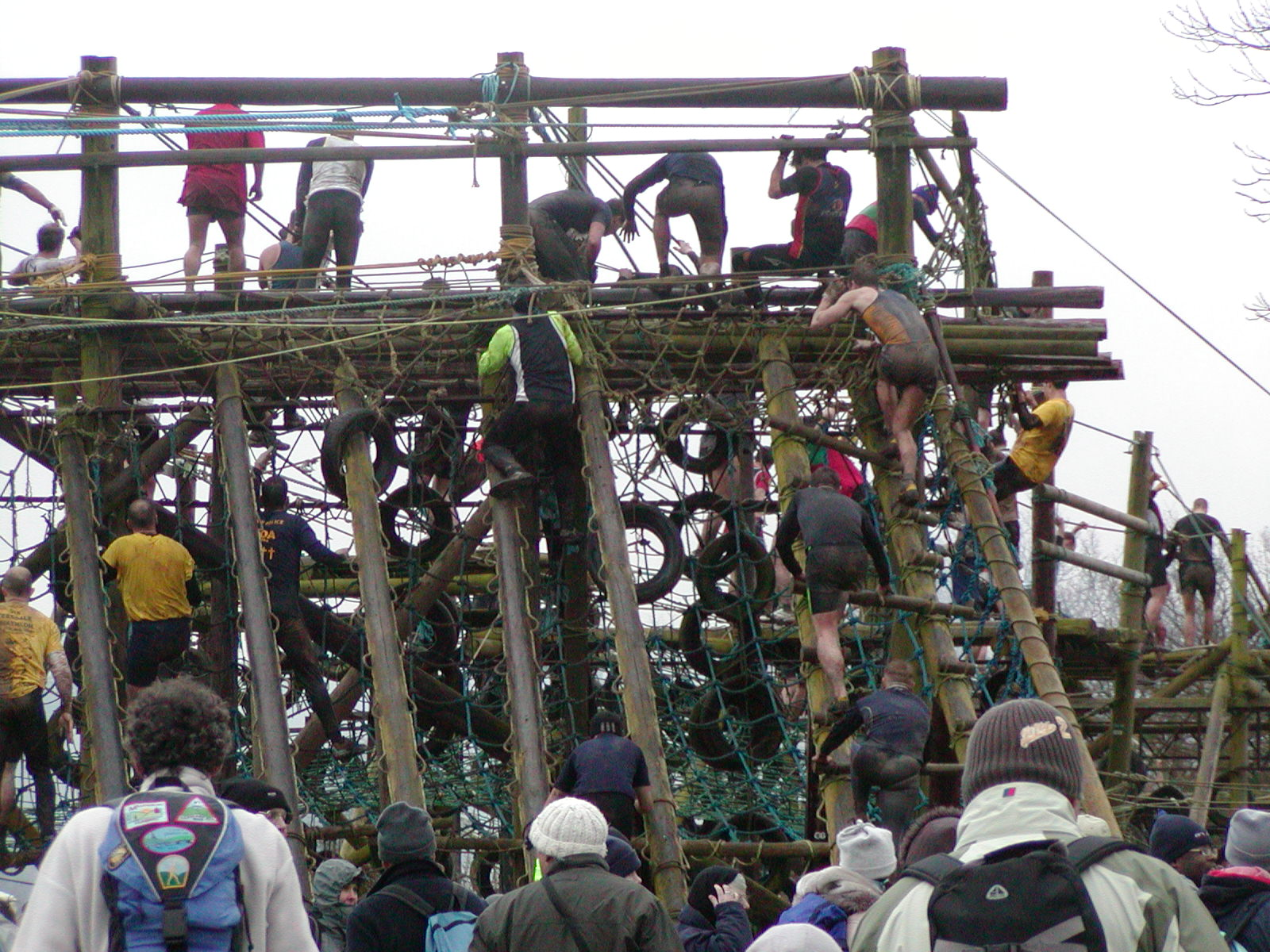
アスレチックコースを登る参加者

1987年に、第一回タフガイ・チャレンジがウルヴァーハンプトン近郊、広さ600エーカーのパートン・ファームで開催された。タフガイ・チャレンジを創始したのは"ネズミ男" (Mr. Mouse)のあだ名でよばれたビリー・ウィルソンである。
タフガイチャレンジは"世界で最もタフなレース"と表現される。例年、参加者の3分の1以上がゴールにたどり着けずに脱落するとされている。この大会が27回開催された後、創始者であるビリー・ウィルソンは、いまだかつて彼の意図した要件をクリアしてゴールにたどり着いた者はいない、と語っている。また、タフガイチャレンジと、夏季に開催される姉妹イベント "ネトル・ウォーリア" (Nettle Warrior)は、過去にそれぞれ1名の死者を出している。
タフガイチャレンジは例年、凍りつくような寒さの1月の終わり頃に開催される。レースの距離は約15kmで、約10kmのクロスカントリーコースには約50メートル周期での昇り降りを繰り返すスラロームや、ソンムの戦いを思わせるような、泥水の溜まった深さ6フィートの溝などが含まれる。またこれ以外に、"キリングフィールド" (Killing Field) と呼ばれる障害物が設置されたゾーンが例年20から25箇所程度設置されている。キリングフィールドには氷水の入ったプール、有刺鉄線の下の泥水を潜り抜けるコース、炎の中を走り抜けるコース、泥水で満たされた10～15メートル程度の洞穴を泳いで抜ける箇所、ロープで編まれた斜面を登るようなアスレチックコース、垂直の壁をよじ登る箇所などがある。
主催者によれば、レースに参加する場合のリスクとして、有刺鉄線による裂傷や打撲、低体温症、脱水、火傷、感電、捻挫、骨折といったものが挙げられており、また高所恐怖症や閉所恐怖症の人に対してもリスクがあるとされている。
レースへの参加費用は75ポンド～100ポンドである（約10,000円～15,000円程度）。参加年齢制限は16歳以上で、参加の際にはリスクがあることを了承し、いかなる場合にも主催者を法的に訴追しない旨の誓約書へのサインが求められる。（この誓約書は"死刑執行令状" (death warrant)と呼ばれている）。例年5,000人以上がレースにエントリーし、イギリス国内の他アメリカ合衆国、フランス、ドイツなど国外からも多くの参加者がある。
タフガイ・チャレンジは2017年大会が最後の公式大会となったが、2019年には参加者1,000人程度の規模で復活する予定である事がアナウンスされている。

## 死亡事故および負傷
2000年に男性の参加者一名（44歳）が病院への搬送後に死亡した。死因は極度の低体温症による心臓麻痺であった。主催者によれば、これはこれまでの唯一の死亡事故との事である。
例年の負傷者は多くの場合同じような傾向を持つ。2009年の例では、首の骨折・骨盤の骨折が1名、その他手足の骨折が複数名、そして最も多いのが低体温症で、約600名（完走者も含む）である。

## ネトル・ウォーリア
"ネトル・ウォーリア" (Nettle Warrior)は1998年から開催されている、タフガイレースの夏季バージョンである。冬季とほぼ同じコースで、例年7月に開催される。

## 参考資料
- Episode of Beste Belg ('Best Belgian') program on VTM (Flemish commercial TV), 2005, entering presenter Staff Coppens's brother Matthias
- An article from Jim Caple of ESPN, recounting his attempt at Tough Guy 2007 - http://sports.espn.go.com/espn/eticket/story?page=toughguy2007
- 2010 Results can be found at https://web.archive.org/web/20100208170429/http://www.tdl.ltd.uk/
- toughguy.co.uk - 公式サイト